# Trinomys dimidiatus
Trinomys dimidiatus is een zoogdier uit de familie van de stekelratten (Echimyidae). De wetenschappelijke naam van de soort werd voor het eerst geldig gepubliceerd door Günther in 1877.

## Voorkomen

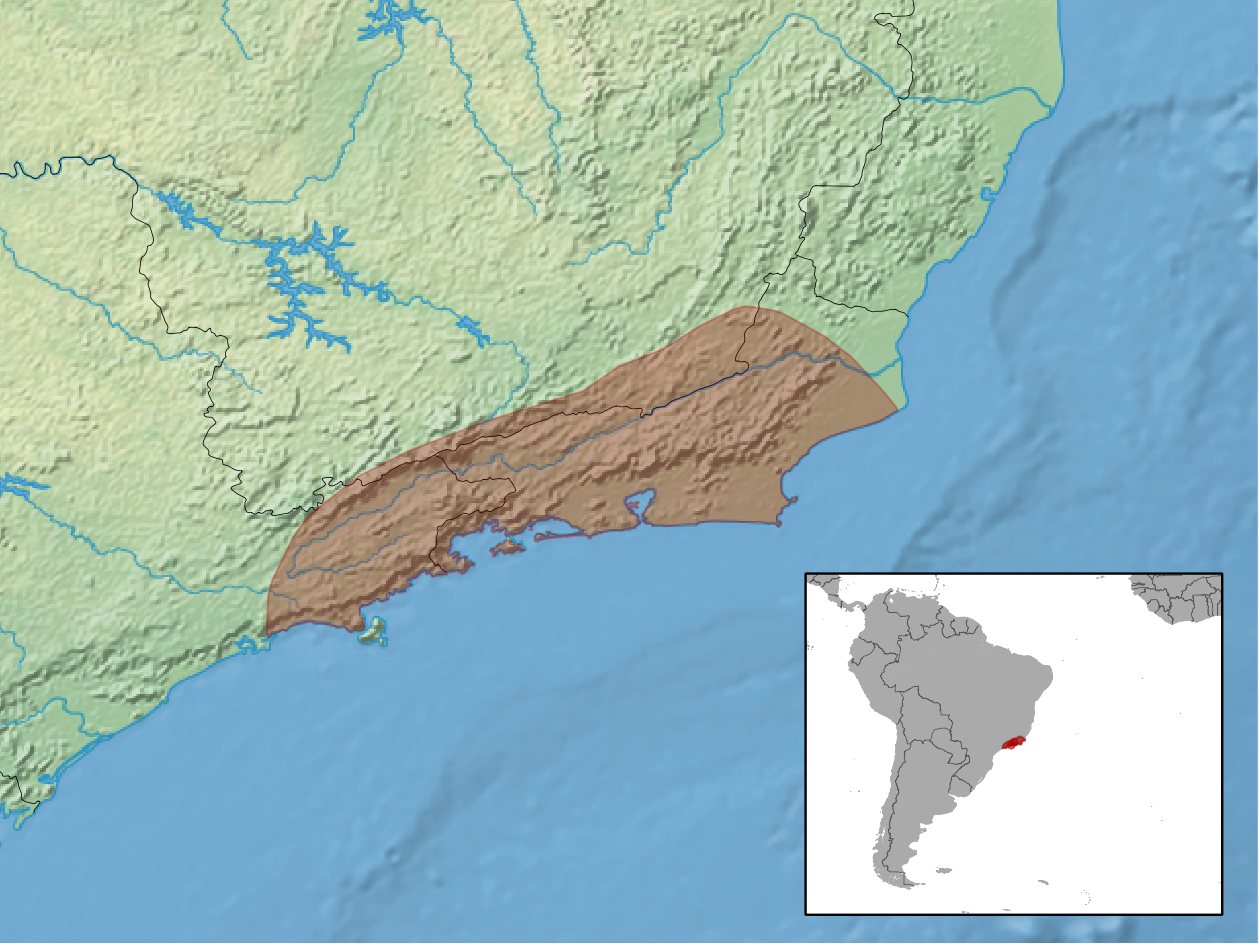
Leefgebied

De soort komt voor in Brazilië.